# 香港特別行政區第5屆區議會補選
香港特別行政區第5屆區議會補選是指所有第5屆區議會任期內（即2015年區議會選舉後至2019年區議會選舉前）的香港區議會補選。

## 2017年中西區區議會山頂選區及東華選區補選
是次補選是香港特別行政區成立後第34及35次進行的香港區議會議席補選。

### 背景
中西區區議會山頂選區區議員，自由黨成員陳浩濂，以及東華選區區議員，民建聯成員蕭嘉怡因分別出任財經事務及庫務局副局長及政務司司長政治助理而辭去區議員一職引致補選。

### 補選前期工作
2017年8月11日，政府刊憲中西區區議會山頂選區議席出缺，9月1日，刊憲東華選區議席出缺。
9月22日，署理總選舉事務主任宣佈兩個選區於11月26日舉行補選，提名期會由10月3日至10月16日。

### 候選人

#### 山頂選區
（1）楊哲安
前教育局政治助理，自由黨成員，曾參選2015年香港區議會選舉南區薄扶林選區落敗，獲建制派支持。
（2）錢志健
2047香港監察召集人，基金經理，無申報政治聯繫，獲民主派支持。

#### 東華選區
（1）呂錦强
新會商會學校校長。無申報政治聯繫，獲建制派支持。
（2）伍凱欣
民主黨成員，曾參選2011年香港區議會選舉中西區堅摩選區及2015年香港區議會選舉中西區水街選區而落敗，獲民主派支持。
（3）劉舒燕
前工黨成員，無申報政治聯繫，曾參選2015年香港區議會選舉九龍城馬坑涌選區而落敗。

### 投票日
補選於2017年11月27日（星期日）舉行。投票時間為香港時間07:30至22:30。山頂選區投票站設於香港公園體育館及德瑞國際學校山頂校舍。東華選區投票站設於英皇書院同學會小學及聖公會聖馬太小學。

### 選舉結果
| 政党         | 政党         | 候选人       | 票数  | %     | ±     |
| ------------ | ------------ | ------------ | ----- | ----- | ----- |
|              | 自由黨       | 1. 楊哲安    | 1,378 | 77.77 | -7.60 |
|              | 獨立         | 2. 錢志健    | 394   | 22.23 |       |
| 多数票       | 多数票       | 多数票       | 984   | 55.53 |       |
| 總有效票數   | 總有效票數   | 總有效票數   | 1,772 | 99.55 |       |
| 無效票       | 無效票       | 無效票       | 8     | 0.45  |       |
| 投票率       | 投票率       | 投票率       | 1,780 | 33.41 |       |
| 登記選民人數 | 登記選民人數 | 登記選民人數 | 5,327 |       |       |

| 政党         | 政党         | 候选人       | 票数  | %     | ±      |
| ------------ | ------------ | ------------ | ----- | ----- | ------ |
|              | 獨立         | 1. 呂錦強    | 909   | 46.31 |        |
|              | 民主黨       | 2. 伍凱欣    | 1,034 | 52.67 | +10.65 |
|              | 獨立         | 3. 劉舒燕    | 20    | 1.02  |        |
| 多数票       | 多数票       | 多数票       | 125   | 6.36  |        |
| 總有效票數   | 總有效票數   | 總有效票數   | 1,963 | 99.49 |        |
| 無效票       | 無效票       | 無效票       | 10    | 0.51  |        |
| 投票率       | 投票率       | 投票率       | 1,973 | 38.83 |        |
| 登記選民人數 | 登記選民人數 | 登記選民人數 | 5,084 |       |        |

官方宣佈楊哲安和伍凱欣當選。

### 選舉過後各候選人發展
- 楊哲安其後在2019年香港區議會選舉繼續參選山頂選區，當選成功連任。
- 伍凱欣其後在2019年香港區議會選舉繼續參選東華選區，當選成功連任。

## 2018年東區區議會佳曉選區補選
是次補選是香港特別行政區成立後第36次進行的香港區議會議席補選。

### 背景
東區區議會佳曉選區區議員，前自由黨成員林翠蓮，於2017年12月17日病逝。根據《區議會條例》，其民選議席空缺將進行補選。

### 補選前期工作
2018年1月5日，刊登憲報宣布有關議席出缺。
3月29日，總選舉事務主任宣佈佳曉選區於6月10日舉行補選，提名期會由4月17日至4月30日。

### 候選人
（1）陳真真
前新民黨成員，自稱獨立民生派，原任區議員林翠蓮助理。
（2）李鳳
獨立民主派人士，社會福利界選委，獲民主派主要政黨及東區泛民會議成員支持。
（3）植潔鈴
民建聯及工聯會成員，曾任鍾樹根助理。曾以獨立身分參選2015年香港區議會選舉本選區落敗，而其母親則參與過本區的2011年選舉，獲民建聯、新民黨及工聯會等建制派主要政黨支持。

### 投票日
補選於2018年6月10日（星期日）舉行。投票時間為香港時間07:30至22:30。佳曉選區投票站設於香港中華基督教青年會柴灣會所及小西灣社區會堂。

### 選舉結果
| 政党         | 政党           | 候选人       | 票数  | %     | ± |
| ------------ | -------------- | ------------ | ----- | ----- | - |
|              | 獨立           | 1. 陳真真    | 707   | 16.53 |   |
|              | 獨立           | 2. 李鳳      | 1,302 | 30.44 |   |
|              | 民建聯/ 工聯會 | 3. 植潔鈴    | 2,268 | 53.03 |   |
| 多数票       | 多数票         | 多数票       | 966   | 22.59 |   |
| 總有效票數   | 總有效票數     | 總有效票數   | 4,277 | 99.30 |   |
| 無效票       | 無效票         | 無效票       | 30    | 0.70  |   |
| 投票率       | 投票率         | 投票率       | 4,307 | 49.35 |   |
| 登記選民人數 | 登記選民人數   | 登記選民人數 | 8,728 |       |   |

官方宣佈植潔鈴當選。

### 選舉過後各候選人發展
- 陳真真其後在2019年香港區議會選舉繼續參選佳曉選區落敗。
- 李鳳其後在2019年香港區議會選舉參選欣藍選區，成功當選為區議員。
- 植潔鈴其後在2019年香港區議會選舉繼續參選佳曉選區落敗，其後任職黨內當區立法會議員張國鈞的議員助理。而在2021年2月，多間建制派媒體均報導指植已於近月成功投考警隊督察，並正於警察學院接受訓練中，同時正辦理退黨手續。[14]。其後於2021年10月，訓練期間受傷而離開警隊，於2022年1月任職黨內當區立法會議員梁熙的議員助理。

## 2019年油尖旺區議會大南選區補選
是次補選是香港特別行政區成立後第37次進行的香港區議會議席補選。

### 背景
油尖旺區議會大南選區區議員，經民聯成員莊永燦，於2018年11月21日病逝。根據《區議會條例》，其民選議席空缺將進行補選。

### 補選前期工作
2018年12月7日，政府刊憲油尖旺區議會大南選區議席出缺。
2019年1月18日，總選舉事務主任宣佈大南選區於3月24日舉行補選，提名期會由2月8日至2月21日。

### 候選人
（1）李國權
社區前進成員，獲民主派支持。
（2）李思敏
經民聯成員，獲建制派支持。

### 投票日
補選於2019年3月24日（星期日）舉行。投票時間為香港時間07:30至22:30。大南選區投票站設於鮮魚行學校。

### 選舉結果
| 政党         | 政党         | 候选人       | 票数  | %     | ± |
| ------------ | ------------ | ------------ | ----- | ----- | - |
|              | 社區前進     | 1. 李國權    | 1,134 | 45.78 |   |
|              | 經民聯       | 2. 李思敏    | 1,343 | 54.22 |   |
| 多数票       | 多数票       | 多数票       | 209   |       |   |
| 總有效票數   | 總有效票數   | 總有效票數   | 2,477 |       |   |
| 無效票       | 無效票       | 無效票       | 18    |       |   |
| 投票率       | 投票率       | 投票率       | 2,495 | 34.38 |   |
| 登記選民人數 | 登記選民人數 | 登記選民人數 | 7,257 |       |   |

官方宣布李思敏當選。

### 選舉過後各候選人發展
- 李國權其後在2019年香港區議會選舉繼續參選大南選區，成功當選為區議員。
- 李思敏其後在2019年香港區議會選舉繼續參選大南選區落敗。

## 2019年元朗區議會十八鄉西選區及新田選區補選
是次補選是香港特別行政區成立後第38及39次進行的香港區議會議席補選。

### 背景
元朗區議會十八鄉西選區民選議員程振明，在鄉事委員會換屆選舉中當選十八鄉鄉事委員會主席，成為該區當然議員。根據《區議會條例》，其民選議席空缺將進行補選。
新田選區區議員文光明虛報聘請一名男子為兼職助理，詐騙14.7萬元薪金償還款額被廉署起訴，被判囚8個月而懸空。

### 補選前期工作
2019年4月11日，政府刊憲元朗區議會新田選區議席出缺，4月12日，刊憲十八鄉西選區議席出缺。
5月17日，總選舉事務主任宣佈兩個選區於7月14日舉行補選，提名期會由5月28日至6月10日。

### 候選人

#### 十八鄉西選區
梁福元
商人，前十八鄉鄉事委員會主席，無申報政治聯繫。
由於截至提名期結束，只有梁福元報名參選，他在2019年6月21日起自動當選該議席。

#### 新田選區
（1）文家駒
花式跳繩教練，無申報政治聯繫，新田鄉事委員會主席文美桂助理。
（2）文嘉豪
註冊海外律師，無申報政治聯繫，獲立法會議員何君堯支持。

### 投票日
補選於2019年7月14日（星期日）舉行。投票時間為香港時間07:30至22:30。新田選區投票站設於惇裕學校和新圍村1號聖加百利幼稚園。

### 選舉結果
| 政党         | 政党         | 候选人       | 票数  | %     | ± |
| ------------ | ------------ | ------------ | ----- | ----- | - |
|              | 獨立         | 1. 文家駒    | 1,340 | 70.34 |   |
|              | 獨立         | 2. 文嘉豪    | 565   | 29.65 |   |
| 多数票       | 多数票       | 多数票       | 775   |       |   |
| 總有效票數   | 總有效票數   | 總有效票數   | 1,905 |       |   |
| 無效票       | 無效票       | 無效票       | 40    |       |   |
| 投票率       | 投票率       | 投票率       | 1,945 | 21.12 |   |
| 登記選民人數 | 登記選民人數 | 登記選民人數 | 9,208 |       |   |

官方宣布文家駒當選。

### 選舉過後各候選人發展
- 梁福元其後在2019年香港區議會選舉繼續參選十八鄉西選區落敗。